# Fechtweltmeisterschaften 1951
Die 7. Fechtweltmeisterschaften fanden 1951 in Stockholm statt. Es wurden acht Wettbewerbe ausgetragen, sechs für Herren und zwei für Damen.
Die Goldmedaillen verteilten sich auf die Länder Frankreich, Italien und Ungarn, die den Fechtsport in den 1950er Jahren dominierten.

## Herren

### Florett, Einzel
| Platz | Land | Sportler            |
| ----- | ---- | ------------------- |
| 1     | ITA  | Manlio Di Rosa      |
| 2     | ITA  | Edoardo Mangiarotti |
| 3     | FRA  | Jéhan Buhan         |

### Florett, Mannschaft
| Platz | Land       | Sportler |
| ----- | ---------- | --- |
| 1     | Frankreich | René Bougnol, Jéhan Buhan, Christian d’Oriola, Jacques Lataste, Claude Netter, Adrien Rommel                   |
| 2     | Italien    | Giancarlo Bergamini, Manlio Di Rosa, Edoardo Mangiarotti, Alessandro Mirandoli, Renzo Nostini, Giorgio Pellini |
| 3     | Ägypten    | Osman Abdel Hafeez, Ahmed Farid Abou-Chadi, Salah Dessouki, Hassan Tewfik, Mahmoud Younes, Mohamed Zulficar    |

### Degen, Einzel
| Platz | Land | Sportler            |
| ----- | ---- | ------------------- |
| 1     | ITA  | Edoardo Mangiarotti |
| 2     | ITA  | Carlo Pavesi        |
| 3     | SWE  | Sven Fahlman        |

### Degen, Mannschaft
| Platz | Land       | Sportler                                                                                       |
| ----- | ---------- | ---------------------------------------------------------------------------------------------- |
| 1     | Frankreich | Alain Besseche, René Bougnol, Jacques Coutrot, Daniel Dagallier, Armand Mouyal, Armand Simon   |
| 2     | Italien    | Roberto Battaglia, Dario Mangiarotti, Mario Mangiarotti, Fiorenzo Marini, Carlo Pavesi         |
| 3     | Schweden   | Per Carleson, Sven Fahlman, Carl Forssell, Rolf Julin, Bengt Ljungquist, Berndt-Otto Rehbinder |

### Säbel, Einzel
| Platz | Land | Sportler        |
| ----- | ---- | --------------- |
| 1     | HUN  | Aladár Gerevich |
| 2     | HUN  | Pál Kovács      |
| 3     | ITA  | Gastone Darè    |

### Säbel, Mannschaft
| Platz | Land    | Sportler                                                                                                 |
| ----- | ------- | --- |
| 1     | Ungarn  | Tibor Berczelly, Aladár Gerevich, Pál Kovács, Endre Palócz, Károly Pesthy, László Rajcsányi              |
| 2     | Italien | Gastone Darè, Roberto Ferrari, Renzo Nostini, Vincenzo Pinton, Mauro Racca, Vittorio Stagni              |
| 3     | Belgien | Gustave Balister, Jean Henriet, Francois Heyvaert, Ferdinand Jassogne, Marcel Vanderauwera, Édouard Yves |

## Damen

### Florett, Einzel
| Platz | Land | Sportlerin         |
| ----- | ---- | ------------------ |
| 1     | HUN  | Ilona Elek         |
| 2     | DEN  | Karen Lachmann     |
| 3     | HUN  | Magda Nyári-Kovács |

### Florett, Mannschaft
| Platz | Land       | Sportlerinnen                                                                                          |
| ----- | ---------- | --- |
| 1     | Frankreich | Jacqueline Baudot, Odette Drand, Renée Garilhe, Francoise Gouny, Liliane Guyonneau, Therese Sanlaville |
| 2     | Ungarn     | Ilona Elek, Margit Elek, Katalin Horváth, Magda Nyári-Kovács, Ilona Sakovics, Ilona Vargha             |
| 3     | Dänemark   | Ella Dam-Larsen, Solveig Jörgensen, Edith Knudsen, Kate Mahaut, Grete Olsen, Ulla Poulsen              |